# Campionati oceaniani di canoa slalom
I Campionati oceaniani di canoa slalom sono una competizione sportiva organizzata dalla International Canoe Federation (ICF), in cui si assegnano i titoli oceaniani delle diverse specialità della canoa slalom.
I primi Campionati oceaniani di canoa slalom furono organizzati nel 2016 e si svolgono con cadenza annuale.
Nonostante il nome dell'evento si tratta di una competizione open, ovvero alla quale possono partecipare atleti da tutti i continenti.

## Edizioni
| Anno | Città    | Nazione       |
| ---- | -------- | ------------- |
| 2016 | Penrith  | Australia     |
| 2017 | Auckland | Nuova Zelanda |
| 2018 | Auckland | Nuova Zelanda |
| 2019 | Penrith  | Australia     |
| 2020 | Auckland | Nuova Zelanda |
| 2021 | Auckland | Nuova Zelanda |
| 2022 | Penrith  | Australia     |
| 2023 | Auckland | Nuova Zelanda |
| 2024 | Penrith  | Australia     |
| 2025 | Penrith  | Australia     |

## Medagliere
Medagliere aggiornato al 2025
| Posiz. | Nazione                     | Oro | Argento | Bronzo | Totale |
| ------ | --------------------------- | --- | ------- | ------ | ------ |
| 1      | Australia                   | 21  | 10      | 15     | 47     |
| 2      | Nuova Zelanda               | 6   | 10      | 8      | 24     |
| 3      | Rep. Ceca                   | 5   | 1       | 1      | 7      |
| 4      | Francia                     | 4   | 7       | 11     | 22     |
| 5      | Germania                    | 3   | 2       | 2      | 7      |
| 6      | Stati Uniti                 | 2   | 4       | 1      | 7      |
| 7      | Slovacchia                  | 1   | 3       | 1      | 5      |
| 8      | Regno Unito                 | 1   | 1       | 2      | 4      |
| 9      | Andorra                     | 1   | 0       | 0      | 1      |
| 10     | Polonia                     | 0   | 2       | 2      | 4      |
| 11     | Paesi Bassi                 | 0   | 1       | 0      | 1      |
| 11     | Atleti Individuali Neutrali | 0   | 1       | 0      | 1      |
| 13     | Slovenia                    | 0   | 0       | 1      | 1      |
| Totale | Totale                      | 44  | 43      | 43     | 130    |